# Кієбак
Кієба́к (рос. Киебак, башк. Кейебәк) — присілок у складі Калтасинського району Башкортостану, Росія. Входить до складу Краснохолмської сільської ради.
Населення — 394 особи (2010; 444 у 2002).
Національний склад:
- марійці — 91 %